# Aeroportul Ricardo García Posada
Aeroportul Ricardo García Posada (IATA: ESR, ICAO: SCES) este un aeroport din El Salvador, Diego de Almagro, Provincia Chañaral, Regiunea Atacama, Chile ce deservește zona El Salvador. Aeroportul a fost tranzitat în 2022 de 21.154 de pasageri.
Situat la o altitudine de 1.597 m, aeroportul dispune de 1 pistă.

## Infrastructură

### Piste
Aeroportul dispune de o singură pistă. Pista 09/27 are suprafața de asfalt și dimensiunile 2.300 m × 30 m. 